# Garten-Resede
Die Garten-Resede (Reseda odorata), auch Duft-Resede genannt, ist eine Pflanzenart aus der Gattung Reseda in der Familie der Resedagewächse (Resedaceae).

## Beschreibung

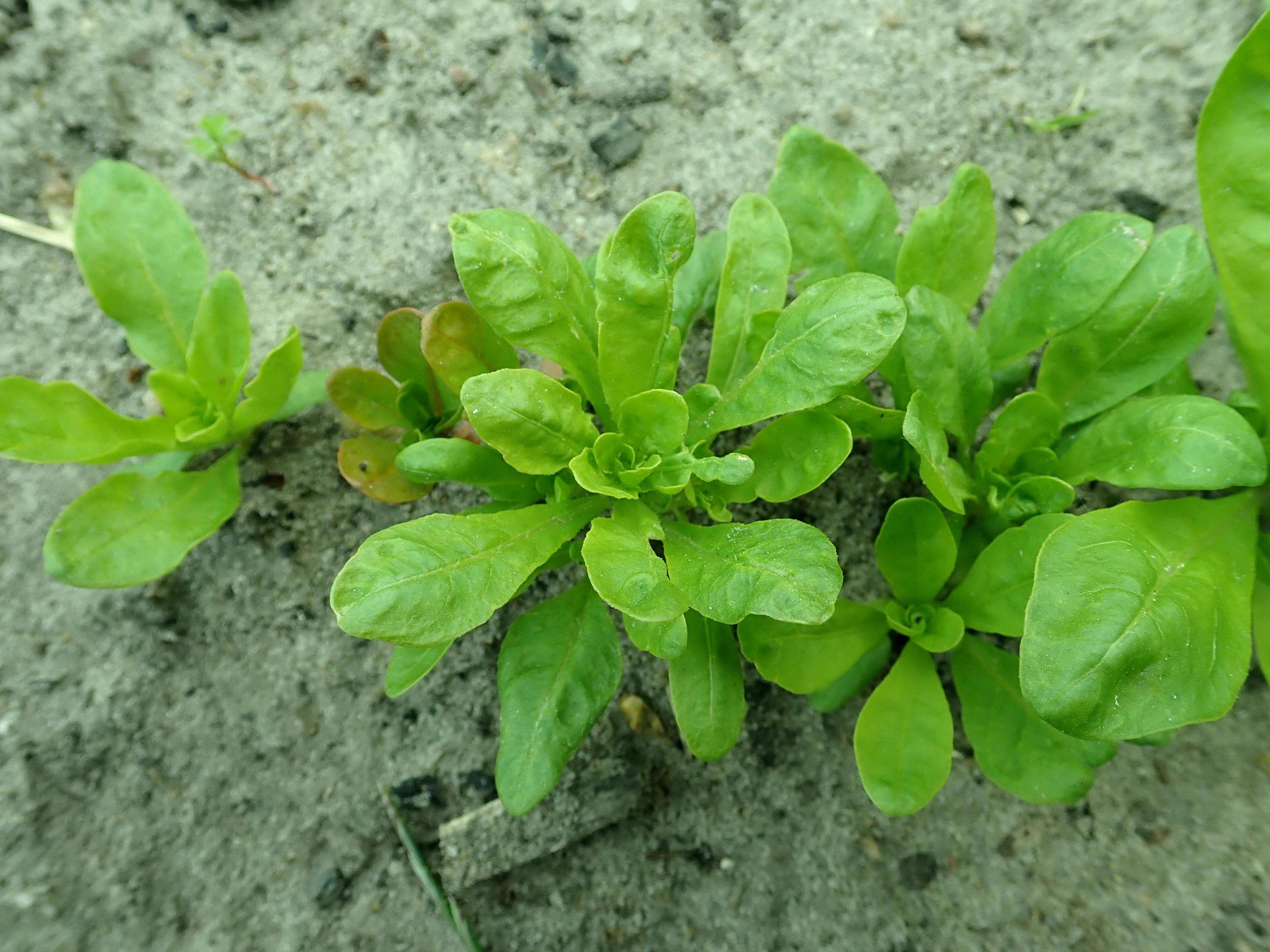
Habitus und Laubblätter einer jungen Pflanze vor der Blütezeit

### Vegetative Merkmale
Die Garten-Resede ist eine einjährige krautige Pflanze bis ausdauernde und erreicht Wuchshöhen von 10 bis 60 Zentimetern. Die Laubblätter sind ungeteilt und länglich, seltener sind die oberen Blätter dreispaltig.

### Generative Merkmale
Die Blütezeit reicht in den Heimatgebieten von Februar bis Mai. Die zwittrigen, duftenden Blüten sind sechszählig und grünlich-gelblich. Die Blütenstiele sind doppelt so lang wie der Kelch.
Die sechs Kelchblätter sind spatelförmig und kaum vergrößert und zuletzt zurückgeschlagen. Bei den beiden oberen Kronblättern ist die Platte scheinbar neun- bis zwölflappig mit spateligen Zipfeln. Die pfriemlichen Staubfäden sind hinfällig.
Die hängende Kapselfrucht ist 9 bis 15 Millimeter groß und kugelig bis sechskantig. Die Samen sind matt, nierenförmig, querrunzelig und 1,8 Millimeter lang.
Die Chromosomenzahl beträgt 2n = 12.

## Ökologie
Die Garten-Resede ist ein Schaft-Therophyt. Die Samen werden durch Ameisen verbreitet. Der Wulst am Samennabel ist ein Elaiosom.

## Vorkommen
Sie kommt auf Inseln in der südlichen Ägäis und in der Cyrenaika vor. Die Garten-Resede wächst dort in Felsfluren.

## Geschichte
Die Garten-Resede wurde zuerst von N.Granger in den Jahren 1733 bis 1737 in der Cyrenaika gesammelt und bald darauf, spätestens 1787 im Botanischen Garten in Paris kultiviert. Sie gelangte von dort aus in andere Botanische Gärten und verbreitete sich rasch. Die eigentliche Heimat blieb aber lange unbekannt, bis die Pflanze durch Paul Hermann Wilhelm Taubert im Jahr 1887 im Wadi Derna und Wadi Chalik el Tefesch in der Cyrenaika wiedergefunden wurde. An den natürlichen Standorten findet sie sich in Felsspalten und an grasigen Abhängen.

## Verwendung
Die Garten-Resede wird in den Gemäßigten Breiten meist als einjährige Zierpflanze verwendet. Wegen ihres angenehmen, veilchenartigen Blütendufts ist die Garten-Resede eine beliebte Bauerngartenpflanze. Sie wird als Topf- und Schnittblume gehalten und kommt im Engadin sogar in 1800 Meter Meereshöhe vor.
Sie war früher, seit dem 18. Jahrhundert, in den Gärten sehr verbreitet und wurde auch als Bienenweide genutzt.

## Inhaltsstoffe
Der Geruch der Pflanze geht auf das Resedablütenöl (Resedageraniol) zurück, das u. a. Farnesol und Caprylsäure enthält. In der Wurzel wurde Gluconasturtiin nachgewiesen. In rot gefärbten Pflanzenteilen ist Rhodoxanthin vorhanden.

### Anbau
Die Garten-Resede liebt vollsonnige, aber auch halbsonnige Standorte. Sie gedeiht am besten auf nährstoffreichen, lehmigen Böden. Sie verträgt keine Staunässe und ist in der Pflege anspruchslos.
Die Aussaat erfolgt im April ins Freiland.

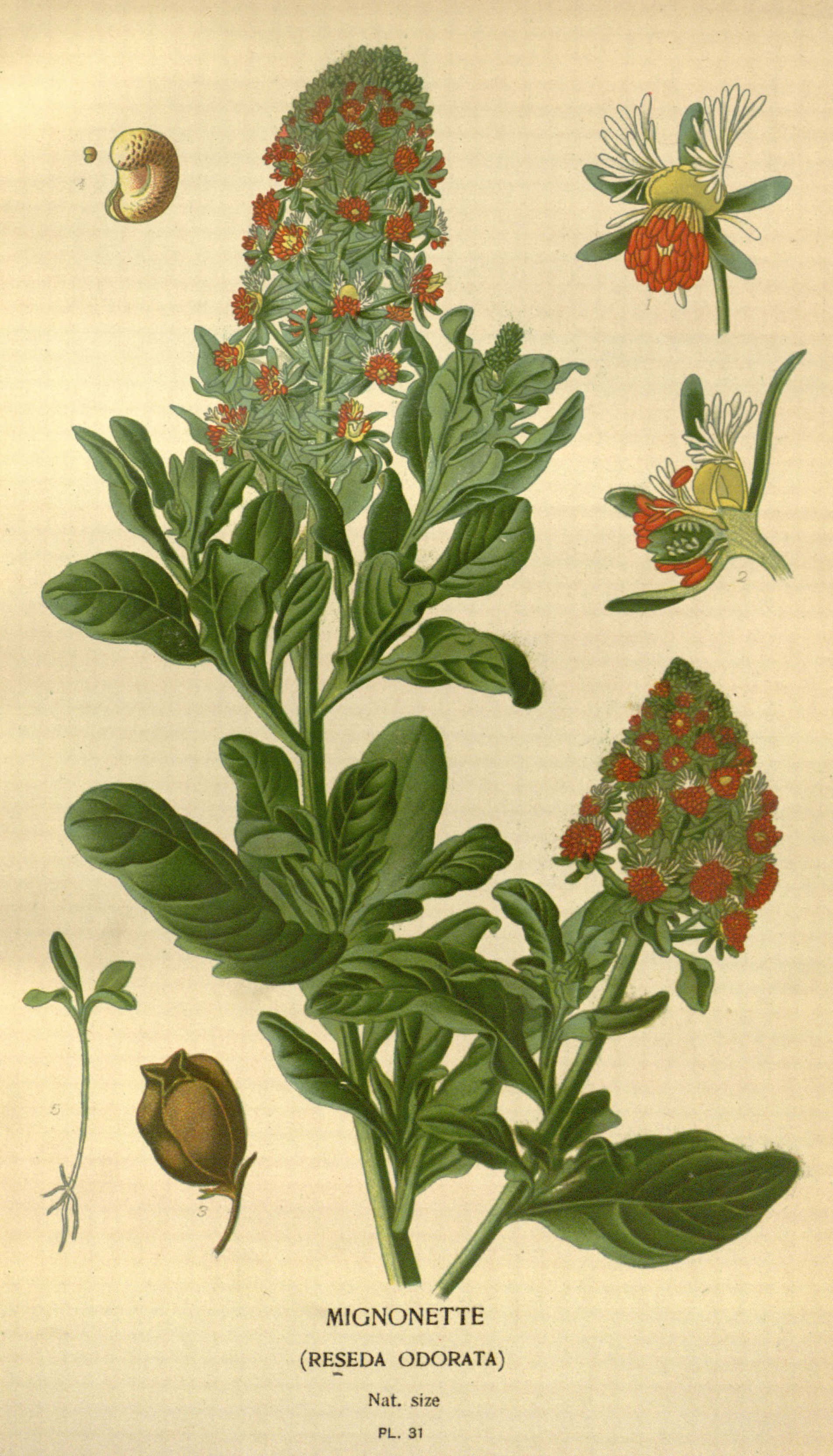
Illustration

## Poesie
Bekannt ist das Liebesgedicht von Hermann von Gilm (1812–1864):
Allerseelen

Stell’ auf den Tisch die duftenden Reseden,

Die letzten rothen Astern trag’ herbei

Und laß uns wieder von der Liebe reden

Wie einst im Mai.

Gib mir die Hand, daß ich sie heimlich drücke,

Und wenn man’s sieht, mir ist es einerlei;

Gieb mir nur einen deiner süßen Blicke

Wie einst im Mai.

Es blüht und funkelt heut’ auf jedem Grabe,

Ein Tag im Jahre ist den Todten frei;

Komm’ an mein Herz, daß ich dich wieder habe,

Wie einst im Mai.

## Belege